# Neoserica finitima
Neoserica finitima är en skalbaggsart som beskrevs av Brenske 1901. Neoserica finitima ingår i släktet Neoserica och familjen Melolonthidae. Inga underarter finns listade i Catalogue of Life.